# Ternay (Loir-et-Cher)
Ternay – miejscowość i gmina we Francji, w Regionie Centralnym, w departamencie Loir-et-Cher.
Według danych na rok 1990 gminę zamieszkiwało 250 osób, a gęstość zaludnienia wynosiła 17 osób/km² (wśród 1842 gmin Regionu Centralnego Ternay plasuje się na 891. miejscu pod względem liczby ludności, natomiast pod względem powierzchni na miejscu 895.).